# Kerkateskánd, Zala
Kerkateskánd  este un sat în districtul Lent, județul Zala, Ungaria, având o populație de 172 de locuitori (2011). 

## Demografie
Componența etnică a satului Kerkateskánd
     Maghiari (93,55%)
     Romi (6,45%)
Componența confesională a satului Kerkateskánd
     Romano-catolici (69,77%)
     Fără religie (9,88%)
     Necunoscută (20,35%)
Conform recensământului din 2011, satul Kerkateskánd avea 172 de locuitori. Din punct de vedere etnic, majoritatea locuitorilor (93,55%) erau maghiari, cu o minoritate de romi (6,45%).  Din punct de vedere confesional, majoritatea locuitorilor (69,77%) erau romano-catolici, cu o minoritate de persoane fără religie (9,88%). Pentru 20,35% din locuitori nu este cunoscută apartenența confesională.